# Anne Longfield
Anne Elizabeth Longfield, baronne Longfield (née en 1960) est une militante en faveur de l'enfance. Elle est auparavant directrice générale de l'association caritative 4Children. Elle est nommée Commissaire à l'enfance pour l'Angleterre en mars 2015 et est remplacée fin février 2021 par Rachel de Souza.

## Jeunesse et carrière
Longfield est issue d'une famille d'agriculteurs, son père Vincent est un ingénieur qui a travaillé sur le Concorde. Elle grandit dans une ferme sur The Chevin près d'Otley, dans le Yorkshire de l'Ouest, et fait ses études à la Prince Henry's Grammar School d'Otley et l'Université de Newcastle, où elle étudie l'histoire.
Longfield commence à travailler dans le secteur de l'enfance dans les années 1980 en tant que chercheur auprès de Save the Children. Elle occupe ensuite le poste de directrice générale du Kids Clubs Network. Avant sa nomination au poste de commissaire à l'enfance, Longfield est directrice générale de 4Children, une organisation caritative nationale de premier plan pour les enfants. Elle occupe ce poste pendant plus de 20 ans. Elle y supervise l'expansion rapide et considérable de l'association, qui est passée de six à 1 500 employés, et la quitte juste avant son effondrement financier. Au cours de son passage chez 4Children, elle travaille avec la ministre du Travail Harriet Harman sur le développement de Sure Start et passe un an en détachement auprès de l'unité stratégique du Premier ministre pour aider à la mise en œuvre du programme.

## Commissaire à l'enfance
Au cours de son mandat, Longfield travaille sur des questions touchant la santé mentale des enfants, présente des propositions pour donner aux enfants plus de pouvoir sur leur vie numérique, publie des recherches sur l'expérience des enfants pris en charge et a lancé une étude à long terme et un index de données sur les enfants vulnérables invisibles pour l'État. 
Longfield fait de nombreuses apparitions dans la presse écrite et audiovisuelle. Elle crée une plateforme numérique pour les enfants pris en charge, à mon avis . Sa ligne d’assistance « Help at Hand », qui vise à répondre aux problèmes soulevés par les enfants pris en charge.
Longfield est nommée Officier de l'Ordre de l'Empire britannique (OBE) en 2000 et Commandeur de l'Ordre de l'Empire britannique (CBE) lors des honneurs d'anniversaire de 2021 pour services rendus aux enfants. Elle est créée pair à vie en janvier 2025 et entre à la chambre des Lords.